# Sidecar

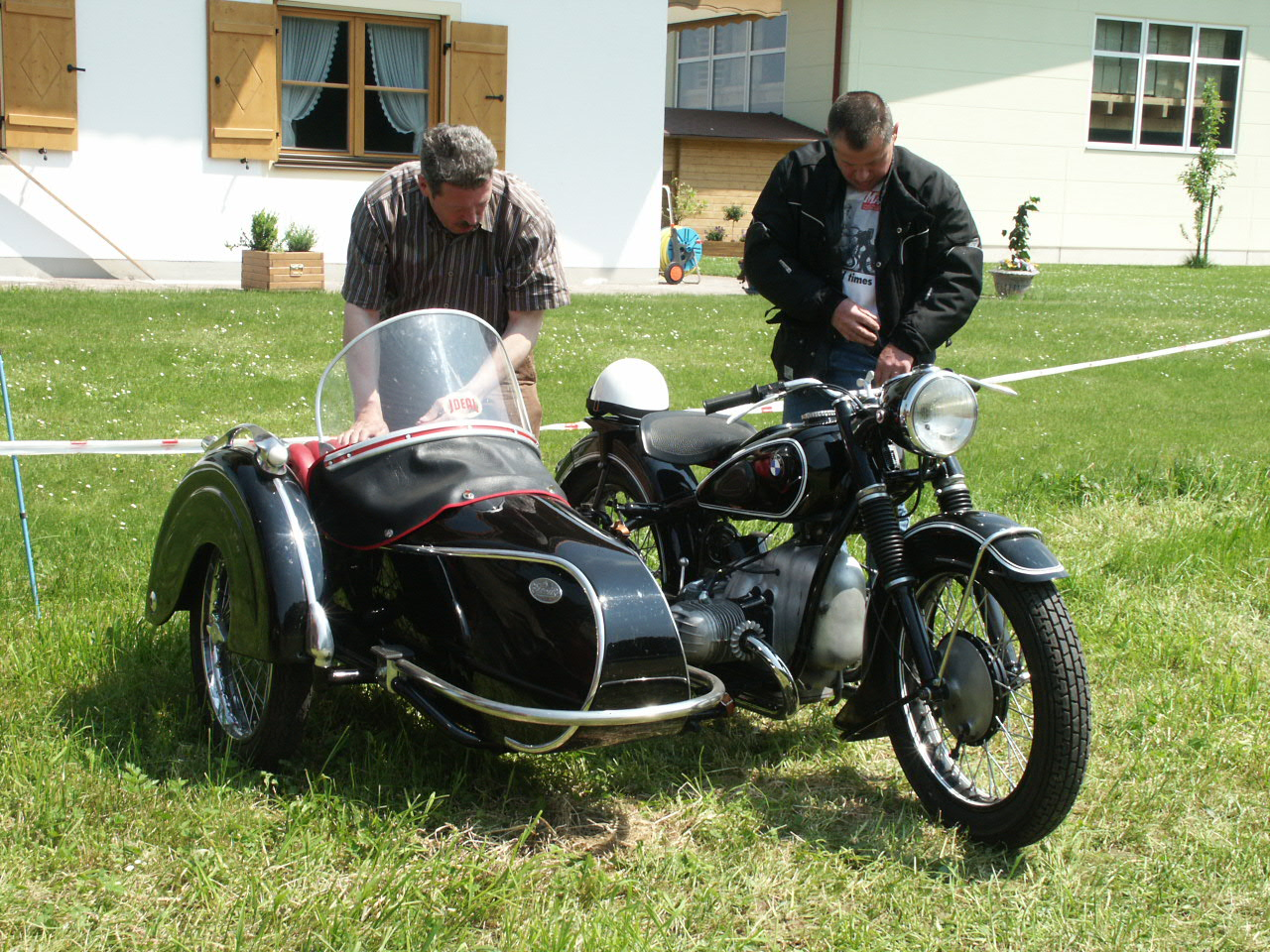
Motocicleta BMW con sidecar.

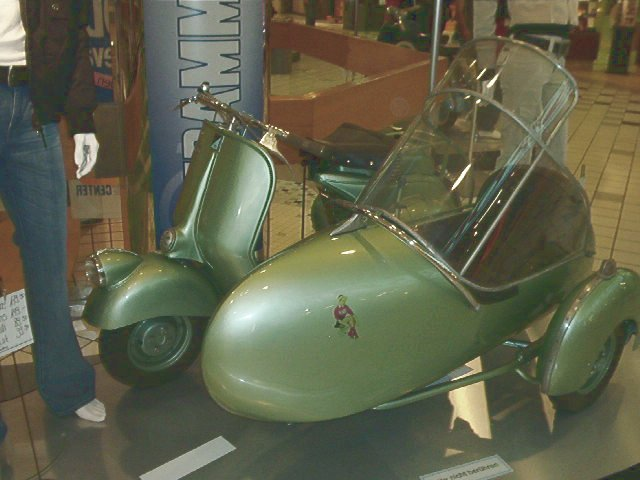
Motocicleta Vespa con sidecar.

Un sidecar ("vehículo lateral", en inglés) es un vehículo de una rueda enganchado al costado (habitualmente derecho) de una motocicleta, dando como resultado un vehículo de motor de tres ruedas y con capacidad de transportar una y en algunos casos dos personas adicionales a la motocicleta. La rueda del sidecar se ubica frecuentemente un poco más adelante de la rueda trasera de la motocicleta, pero nunca se encuentra alineada con las ruedas de la motocicleta, por lo que no se forma un triángulo isósceles con las ruedas diferenciándose así del triciclo.
Existen motocicletas cuya suspensión delantera está diseñada o adaptada para una mayor estabilidad con sidecar (ver horquilla atrasada).
Algunos sidecars pueden ser retirados de la motocicleta.
Estos vehículos fueron muy populares en la década de 1950 cuando eran una alternativa a los automóviles para el transporte de pasajeros. También fueron usados por la policía y el ejército. Durante la Segunda Guerra Mundial, las tropas alemanas utilizaron los sidecars de las marcas BMW y Zündapp.
En México la fábrica de motocicletas Islo, durante los años 1960, vendió su propio modelo hecho de fibra de vidrio, siendo este diseñado para su motoneta de 175 cc. Aunque técnicamente sería un sidecar con llanta lateral alineada a la trasera, ya que tiene un eje común diferencial para las ruedas traseras y esa configuración le resta estabilidad en las curvas.